# Vito Hammershøy-Mistrati
Vito Hammershøj-Mistrati (n. 15 iunie 1992, Danemarca, Regatul Danemarcei⁠(d)) este un fotbalist din Regatul Danemarcei, care joacă pe post de mijlocaș la Norrköping în Allsvenskan.

## Viata personală
Hammershøy-Mistrati s-a născut în Danemarca din părinți de moștenire daneză și italiană.

## Palmares
Randers
- Cupa Danemarcei: 2020–21